# Glyn Davies (rugby à XV)
Pour les articles homonymes, voir Glyn Davies et Davies.
Pas d'image ? Cliquez ici

a Compétitions nationales et continentales officielles uniquement.

b Matchs officiels uniquement.
Glyn R. Davies, né le 24 août 1927 à Cifynydd et mort le 7 novembre 1976 à Bristol, est un joueur de rugby gallois évoluant au poste de demi d'ouverture pour le pays de Galles.

## Carrière
Il dispute son premier test match le 1er février 1947 contre l'équipe d'Écosse et son dernier test match également contre l'Écosse le 3 février 1951. Il connaît onze sélections en équipe nationale et il participe notamment à la victoire sur les Wallabies en 1947. Il joue pour les clubs du Pontypridd RFC, du Clifton RFC, de Bristol, du Newport RFC et des Glamorgan Wanderers. Il est sélectionné à quatre reprises avec les Barbarians de 1949 à 1950.

## Palmarès
- Victoire dans le Tournoi des cinq nations 1947

## Statistiques en équipe nationale
- 11 sélections
- Sélections par année : 2 en 1947, 4 en 1948, 3 en 1949, 2 en 1951
- Participation à quatre Tournois des Cinq Nations en 1947, 1948, 1949 et 1951